# Штанько Іван Васильович
Іва́н Васи́льович Штанько́ (1938, с. Мала Токмачка, Оріхівський район, Запорізька область, УРСР — 1 серпня 2024) — генерал-полковник внутрішньої служби (від 23.08.1999), начальник Головного управління з виконання покарань МВС України; голова Державного департаменту України з питань виконання покарань (до 03.2001); член Комісії при Президентові України у питаннях помилування (12.1999-04.2005).

## Життєпис
Народився у 1938 р. у селі Мала Токмачка Оріхівського району Зароріжської області.
Освіта — Київська вища школа МВС СРСР (1981).
1959-65 — технолог, Оріхівський завод. 1965-73 — від інженера виробничо-технологічного відділу Управління охорони громадського порядку в Запорізькій області — до заступника начальника УВС Київського облвиконкому. 1974-76 — в ГУВТУ МВС УРСР.
1976—1988 — заступник начальника УВС Київського облвиконкому.
1988—2000 — нач. Гол. упр. з виконання покарань МВС України (Держ. департамент з питань виконання покарань).
Член комісії з доопрацювання та узгодження проектів Кримінального, Кримінально-процесуального та Кримінально-виконавчого кодексів України (07.1998-11.2001).

## Нагороди
- Орден «За заслуги» III ст. (08.1998).
- «Іменна вогнепальна зброя» (08.2000).
- Засл. юрист України (10.1997).